# Клименівка
Климе́нівка — село в Україні, у Зміївській міській громаді Чугуївського району Харківської області. Населення становить 57 осіб. До 2020 орган місцевого самоврядування — Великогомільшанська сільська рада.
Село постраждало внаслідок геноциду українського народу, проведеного урядом СССР в 1932—1933 роках, кількість встановлених жертв у Великій Гомільші, Западні, Клименівці, Козачці — 383 людей.

## Географія
Село Клименівка знаходиться у великому лісовому масиві (дуб) за 2 км від села Пасіки і за 5 км від села Велика Гомільша. Поруч із селом проходить автомобільна дорога Т 2107 і залізниця, найближчі станції Безпалівка (4 км) і Новоберецька (3 км).

## Історія
12 червня 2020 року, відповідно до Розпорядження Кабінету Міністрів України  № 725-р «Про визначення адміністративних центрів та затвердження територій територіальних громад Харківської області», увійшло до складу Зміївської міської громади.
19 липня 2020 року, в результаті адміністративно-територіальної реформи та ліквідації Зміївського району, село увійшло до складу Чугуївського району Харківської області.

## Населення

### Мова
Розподіл населення за рідною мовою за даними :
| Мова       | Кількість | Відсоток |
| ---------- | --------- | -------- |
| українська | 44        | 77.19%   |
| російська  | 9         | 15.79%   |
| вірменська | 3         | 5.26%    |
| білоруська | 1         | 1.76%    |
| Усього     | 57        | 100%     |